# Apokalipsa zdaj (Vogrinec)
Apokalipsa zdaj je pesniška zbirka avtorja Silvestra Vogrinca. Knjiga je izšla leta 2009 (COBISS)

## Značilnost
Zbirka poezij Apokalipsa zdaj je postmodernistična lirika s pridihom zena, refleksijo aktualnega trenutka ter hermetizmom ezoterike. Je delo, ki problematizira status resnice in se ukvarja z vlogo posameznika ter družbeno naravnanostjo. Pri opisovanju absurdnosti sodobnega življenja pesnik ne zapade v melanholijo in turobnost, ki sta značilni za modernizem, temveč se poslužuje tudi humornosti, ironičnosti, cinizma in vpeljuje »šok terapijo,« ki je odlika vzhodnjaškega zena ter se s tem nagiba k tradicionalnim prijemom. V pesmih prav tako ne sledi kaotičnosti »toka zavesti,« kot so to počeli modernisti.

## Snov in motiv
Osrednji motivi in teme so modernistični, saj gre za življenje, čutenje in opazovanje posameznika v sodobnem velemestu in modernem vsakdanu, za občutek nemoči, izgubljenosti ter želje po odrešitvi. 

## Oblika in slog
Po jezikovnem slogu so pesmi bolj prozaične kot poetične, kar je razumljivo glede na njihovo (post)modernistično obliko, opuščanje ločil in svobodni verz. V četrtem sklopu se pesnik posluži tudi tradicionalne metrike, ritma in verza, kar spet kaže na postmodernistični prijem. Pesnikov postmodernizem se odraža tudi na ravni posameznih besed, kot so labirint, zrcalo, knjiga, sanje. Jezik je hemingwayjevski, jasen, zenovsko čist, brez odvečnih besed.

## Vsebina
Knjiga je razdeljena na šest tematsko in stilsko zaokroženih sklopov.
V prvih treh sklopih se pesnik ukvarja s svetom, ki doživlja moralno degradacijo; z ravnodušnostjo posameznika, družbeno banalnostjo ter neobčutljivostjo medijev, pa tudi občutki nemoči in izgubljenosti. Sodobni družbi vlada kaos. Človek išče smisel. Avtor nam v odgovor ponudi postmodernistično metafikcijo, ki pravi, da je resničnost le navidezna in virtualna. Izza nje se nahajajo druge resničnosti, vendar se moramo sami odločiti v katero bomo verjeli. Tako se znajdemo v Borgesovem labirintu zrcal, kjer je lahko vsak odsev lažen ali resničen.
V četrtem sklopu se pesnik loti biblijske apokaliptične vizije, ki jo obravnava kot stanje sedanjosti ter doživlja kot krizo moderne družbe.
V petem sklopu se ponuja upanje kot potreba po novi absolutni vrednosti, ki jo je že dr. Tine Hribar v svojih postmodernističnih razmišljanjih postavil kot zahtevo po vpeljevanju svetega.
Zadnji sklop pesmi je postmodernistično zakodiran, vendar ne v smislu besed in jezika, kot je to počel Stephane Mallarme, temveč pomensko. Gre za najbolj hermetični del zbirke, ki ga brez poznavanja ezoterike in okultnega skoraj ni moč razumeti, zato je potrebna dodatna razlaga, ki je podana v spremni besedi.
Knjiga je opremljena tudi s črno belimi slikami, ki jih je avtor, kot refleksije iz našega vsakdana, posnel na potepu skozi sodobno mesto.

## Ocene
Apokalipsa zdaj je postmodernistična poezija, ki je družbeno-kritično naravnana. Pesnik sodi med pripadnike slovenskega postmodernizma, oziroma post-postmodernizma ali ultramodernizma.